# Serge Aroles
Serge Aroles ist ein französischer Chirurg und Schriftsteller. Er ist bekannt für seine Recherchen über die Wolfskinder (Marie-Angélique Memmie LeBlanc), den deutschen Gelehrten Johann Michael Vansleb (Deutschland 1635 – Frankreich 1679) und das Leben des äthiopischen Königs Zaga Christ (1610–1638), auf dessen Biographie er anhand äthiopischer Handschriften zum Teil ein neues Licht werfen konnte.
Seine Recherchen zum deutschstämmigen Gelehrten Johann Michael Wansleben (Vansleb, Wansleb), werden vom französischen Nationalarchiv im Rahmen der Ausstellung « Mésopotamie, carrefour des cultures » („Mesopotamien, Kreuzweg der Kulturen“) benutzt, die anlässlich des 800. Jahrestages der Gründung des Dominikanerordens, im Pariser Sitz des Nationalarchivs organisiert wird. Zu diesen Recherchen gehört vor allem die vollständige Auswertung der Haushaltsarchivs Ludwig XIV. (comptes du Trésor royal, 110 000 Seiten). Die neuen Dokumente, die dabei gefunden wurden, beweisen, dass Wansleben – inzwischen zum Katholizismus konvertiert und im Ausland Dominikaner geworden – von Frankreich in den Orient als Spion geschickt wurde. In der Ausstellung kann man den „universellen und zeitlich unbegrenzten“ Pass sehen, der Vansleb vom Sonnenkönig ausgestellt wurde.